# Unabhängige Gesellschaft zum Schutz der Menschenrechte
Die Unabhängige Gesellschaft zum Schutz der Menschenrechte, oder Unabhängige Gesellschaft für den Schutz der Menschenrechte (bulgarisch Независимо дружество за защита правата на човека/Nessawissimo druschestwo sa saschtita na tschoweka, kurz UGSM/НДЗПЧ) war eine illegale Menschenrechtsorganisation in der Volksrepublik Bulgarien der Jahre 1988/89. Sie wurde am 16. Januar 1988 in Septemwri von 16 meist ehemaligen politischen Gefangenen gegründet und setzte sich für die Menschenrechte von Bulgaren, Muslimen (Türken, Pomaken) und Roma ein.
Der Verein war die erste oppositionelle Organisation im kommunistischen Bulgarien und galt neben dem Komitee zur Nationalen Versöhnung (KNV) als Hauptfürsprecher der Rechte der bulgarischen Muslime.

## Geschichte
Der Gründung ging ein 1986 verfasster und am 19. Dezember des gleichen Jahres veröffentlichter Appell an die in Wien tagende Konferenz über Menschenrechte (3. KSZE-Folgekonferenz) voraus. Im Appell wurde die Konferenz aufgefordert, ihre Arbeit erst dann zu beenden, wenn die grundlegenden Menschenrechte in allen europäischen Staaten gewährleistet sind. Der Appell wurde der amerikanischen Botschaft in Sofia übergeben und konnte so die Konferenz erreichen. Zu den Unterzeichnern gehörten Ilija Minew, Grigor Simow, Eduard Genow, Boschidar Statew, Stefan Sawojski und Minka Statewa. Nach der Bekanntgabe des Appells wurden die Unterzeichner, mit Ausnahme von Minka Statewa, inhaftiert.
Der Verein wurde von 16 bulgarischen Dissidenten, darunter Ilija Minew, Grigor Boschilow, Eduard Genow, Blagoj Topusliew, Stefan Walkow, Zeko Zekow und weiteren im Haus von Minew in der bulgarischen Kleinstadt Septemwri gegründet. Als Gründungstag wurde der Selbstverbrennungstag des tschechischen Dissidenten Jan Palach gewählt. Der Großteil der Gründer war zuvor viele Jahre inhaftiert. So verbrachte zum Beispiel Ilija Minew insgesamt 33 Jahre und Stefan Walkow 25 Jahre in Haft. Zu den Zielen der UGSW gehörten:
- der legale Kampf gegen das kommunistische Regime
- die Etablierung des politischen Pluralismus
- die Unabhängigkeit Bulgariens von der Sowjetunion
- die Befreiung aller politischen Gefangenen
- die Unterrichtung der internationalen Gemeinschaft über der Assimilierungspolitik des bulgarischen Staates sowie dessen Behandlung von politischen Gefangenen, insbesondere der türkischen Minderheiten in Bulgarien
- der Schutz der Menschenrechte aller Bürger

Die Gründungspapiere der Organisation wurden ebenfalls der amerikanischen Botschaft in Sofia übergeben, welche die Information an die internationale Presse weiterleitete. In Bulgarien wurde die Organisation durch Beiträge der bulgarischen Redaktionen von Radios Free Europe und der Deutschen Welle bekannt. Nach der Bekanntgabe der Gründung wurden alle Gründer für kurze Zeit inhaftiert und einige zwangsumgesiedelt. Am 25. Januar des gleichen Jahres konnte das Programm verabschiedet werden.
Im März versuchte die bulgarische Kommunistische Partei mit der Gründung des staatlich kontrollierten Komitees für Menschenrechte mit dem Vorsitzenden Konstantin Tellalow die entstandene Bewegung zu kontrollieren. Nach dem Misserfolg des Komitees wurde die Staatssicherheit beauftragt. In der Zeit von April 1988 bis 1989 wurde ein Großteil der Gründer und der Führung der USGM aus Bulgarien ausgewiesen, darunter Boschidar Statew und seine Ehefrau Minka, Eduard Genow mit seiner Familie, Iwan Jankow, Ekaterina Markowa, Zeko Zekow, Christo Swatowski, Seyneb Ibrachimova, Pater Blagoj Topusliew, der Schriftsteller Petar Manolow und weitere. In der gleichen Zeit konnten im Winter 1988/1989, mit der Ausweitung der Mitglieder der UGSM, mehrere Mitarbeiter der Staatssicherheit die Gesellschaft für Menschenrechte infiltrieren, darunter Rumen Wodenitscharow. Im Juli 1989 berief die Gruppe um Wodenitscharow eine außerordentliche Sitzung der Organisationsführung in Sofia ein, in der der Vorsitzende Minew entmachtet wurde. Ilija Minew wurde über die Sitzung nicht informiert. Als neuer Vorsitzender wurde Wodenitscharow gewählt. Unter seiner Leitung distanzierte sich die UGSM von den Problemen der bulgarischen Muslime und in der Folge entstand 1990 die Bewegung für Rechte und Freiheit, geführt bis heute von ehemaligen Mitarbeiter der bulgarischen Stasi.
Ende 1989 gründete die UGSM mit weiteren zehn Organisationen und Gruppierungen die Union der Demokratischen Kräfte.
Am 28. Juli 1990 wurde Wodenitscharow von einer nationalen Konferenz der UGSM als Vorsitzender abgewählt. Seinen Platz nahm die Troika aus Nikolaj Kolew, Wassil Kostow und Jassen Slatkow ein.

## Vorsitzender
- Ilija Minew
- Rumen Wodenitscharow
- Stefan Walkow